# Club Jenna
Club Jenna est une société de divertissements pornographiques américaine implantée à Scottsdale dans l'Arizona. Elle a été fondée en 2000 par la star américaine du X Jenna Jameson et par Jay Grdina (Jay Grdina fut acteur porno sous le pseudonyme Justin Sterling et est aujourd'hui président de ClubJenna). Les activités de la société incluent la réalisation de films pornographiques, l'exploitation d'un réseau de sites web payants et une chaine de télévision à péage disponible sur les bouquets Dish Network et DirecTV.
Les actrices suivantes sont actuellement sous contrat avec le studio : Jenna Jameson, Ashton Moore, McKenzie Lee, Jesse Capelli, Sophia Rossi, Chanel St. James, Brea Bennett et Roxy Jezel. La première actrice à s'être assuré un contrat avec Club Jenna fut Krystal Steal en octobre 2003. Mais elle quitta le studio fin 2005, sans aucune annonce préalable, pour créer son propre business, laissant ainsi de nombreux fans se demander ce qui se passait entre Steal and Jameson.
Le 22 juin 2006, Playboy annonça l'acquisition de Club Jenna.
Le 2 mai 2007, il a été annoncé que Club Jenna ne renouvellerait pas les contrats de quatre de leurs premières actrices sous contrat : Ashton Moore, McKenzie Lee, Sophia Rossi et Chanel St. James.

## Vidéothèque
- 2002
  - Briana Loves Jenna (réalisateur : Justin Sterling)
  - I Dream of Jenna (réalisateur : Justin Sterling)
- 2003
  - Jenna Loves Kobe (réalisateur : Justin Sterling)
- 2004
  - Bella Loves Jenna (réalisateur : Justin Sterling)
  - The Masseuse (réalisateur : Paul Thomas, coproduit avec Vivid)
  - Krystal Method (réalisateur : Justin Sterling)
- 2005
  - Steal Runway (réalisateur : Jim Enright)
  - Raw Desire (réalisateur : Laurent Sky)
  - Jenna Loves Pain (réalisateur : Ernest Greene)
- 2006
  - Porno Revolution (réalisateur : Laurent Sky)
  - Nikita's Extreme Idols (réalisateur : Laurent Sky)
  - McKenzie Made (réalisateur : Red Ezra)
  - Krystal Therapy (réalisateur : Barry Woods)
  - Sophia Syndrome (réalisateur : Laurent Sky)
  - Deep in Style (réalisateur : Laurent Sky)
  - McKenzie Illustrated (réalisateur : Jamie Shamrock)
  - Insexts (réalisateur : Philip Mond)
  - Jenna's Provocateur (réalisateur : Jenna Jameson)
  - Brea's Crowning Glory (réalisateur : Laurent Sky)
  - Chanel No. 1 (réalisateur : Laurent Sky)
  - Ashton Asylum (réalisateur : Laurent Sky)
  - Jesse Factor (réalisateur : Laurent Sky)
  - Filthy's First Taste (réalisateur : Cezar Capone)
  - MILF School (réalisateur : Cezar Capone)
  - Altered Minds (réalisateur : DCypher)
  - Jenna Loves Justin (réalisateur : Justin Sterling)
  - McKenzie Loves Pain (réalisateur : Ernest Greene)
- 2007
  - Filthy's First Taste: Second Edition (réalisateur : Cezar Capone)
  - MILF School 2 (réalisateur : Cezar Capone)
  - Killer Desire (réalisateur : DCypher)
  - Janine Loves Jenna (réalisateur : Justin Sterling)
  - Rockin' Roxy (réalisateur : Laurent Sky)
  - Chatte Magnifique (réalisateur : Bill Fisher)